# Giro di Sicilia
Giro di Sicilia er et italiensk etapeløb i landevejscykling. Løbet bliver i 2019 arrangeret for første gang siden 1977. Løbet er af UCI klassificeret som 2.1 og er en del af UCI Europe Tour.

## Vindere
| År                        | Vinder               | Toer                       | Treer                |        |
| ------------------------- | -------------------- | -------------------------- | -------------------- | ------ |
| 1907                      | Carlo Galetti        | Luigi Ganna                | Umberto Zoffoli      |        |
| 1908                      | Carlo Galetti        | Pierino Albini             | Ernesto Azzini       |        |
| 1909-1925 ikke arrangeret |                      |                            |                      |        |
| 1926                      | Domenico Caratozzolo | Francisco Gambino          | Gianbattista Gilli   |        |
| 1927-1928 ikke arrangeret |                      |                            |                      |        |
| 1929                      | Nicola Mammina       | Leonida Frascarelli        | Albino Binda         |        |
| 1930-1931 ikke arrangeret |                      |                            |                      |        |
| 1932                      | Nicola Mammina       | Attilio Pavesi             | Antonio Nicolosi     |        |
| 1933-1935 ikke arrangeret |                      |                            |                      |        |
| 1936                      | Francesco Patti      | Ernesto Zuppa              | Alfredo Mazzocchetti |        |
| 1937-1938 ikke arrangeret |                      |                            |                      |        |
| 1939                      | Remo Cerasa          | Francesco Patti            | Giovanni Corrieri    |        |
| 1940-1947 ikke arrangeret |                      |                            |                      |        |
| 1948                      | Francesco Patti      | Marcello Spadolini         | Vitaliano Lazzerini  |        |
| 1949                      | Dino Rossi           | Sergio Pagliazzi           | Angelo Fumagalli     |        |
| 1950                      | Donato Zampini       | Giacomo Zampieri           | Arrigo Padovan       |        |
| 1951                      | Primo Volpi          | Francesco Patti            | Ugo Fondelli         |        |
| 1952 ikke arrangeret      |                      |                            |                      |        |
| 1953                      | Elio Brasola         | Pietro Giudici             | Luigi Mastroianni    |        |
| 1954                      | Ugo Massocco         | Livio Isotti               | Giovanni Roma        |        |
| 1955                      | Gilberto Dall'Agata  | Franco Franchi             | Renzo Accordi        |        |
| 1956                      | Pierre Polo          | Luciano Ciancola           | Walter Serena        |        |
| 1957                      | Alberto Emiliozzi    | Alfredo Sabbadin           | Giuseppe Cainero     |        |
| 1958                      | Carlo Azzini         | Gianbattista Milesi        | Antonino Catalano    |        |
| 1958 (2)                  | Diego Ronchini       | Noè Conti                  | Mario Mori           |        |
| 1959                      | Loris Guernieri      | Federico Galeaz            | Noè Conti            |        |
| 1960                      | Giorgio Tinazzi      | Aurelio Cestari            | Idrio Bui            |        |
| 1961-1972 ikke arrangeret |                      |                            |                      |        |
| 1973                      | Enrico Maggioni      | Michele Dancelli           | Enrico Paolini       |        |
| 1974                      | Roger De Vlaeminck   | Patrick Sercu              | Marino Basso         |        |
| 1975-1976 ikke arrangeret |                      |                            |                      |        |
| 1977                      | Giuseppe Saronni     | Pierino Gavazzi            | Carmelo Barone       |        |
| 1978-2018 ikke arrangeret |                      |                            |                      |        |
| 2019                      | Brandon McNulty      | Guillaume Martin           | Fausto Masnada       |        |
| 2020                      | aflyst               | aflyst                     | aflyst               | aflyst |
| 2021                      | Vincenzo Nibali      | Alejandro Valverde         | Alessandro Covi      |        |
| 2022                      | Damiano Caruso       | Jefferson Alexander Cepeda | Louis Meintjes       |        |
| 2023                      | Aleksej Lutsenko     | Louis Meintjes             | Vincenzo Albanese    |        |
| 2024                      | aflyst               | aflyst                     | aflyst               | aflyst |